# NGC 332
NGC 332 est une galaxie lenticulaire compacte située dans la constellation des Poissons. NGC 332 a été découverte par l'astronome américain Lewis Swift en 1886.

## Caractéristiques
Sa vitesse par rapport au fond diffus cosmologique est de 4 893 ± 36 km/s, ce qui correspond à une distance de Hubble de 72,2 ± 5,1 Mpc (∼235 millions d'al).